# Calicium martinii
Calicium martinii är en lavart som beskrevs av Js. Murray 1960. Calicium martinii ingår i släktet Calicium och familjen Caliciaceae.   Inga underarter finns listade i Catalogue of Life.